# Pfarrkirche Schrems

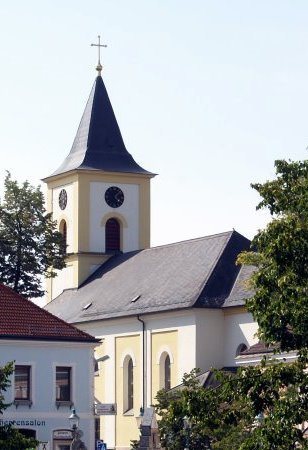
Pfarrkirche Mariä Himmelfahrt in Schrems

Die römisch-katholische Pfarrkirche Schrems steht westlich des Hauptplatzes auf einem eigenen Kirchenplatz in der Stadt Schrems in der Stadtgemeinde Schrems in Niederösterreich. Die Pfarrkirche Mariä Himmelfahrt gehört zum Dekanat Gmünd in der Diözese St. Pölten. Die Kirche steht unter Denkmalschutz.

## Geschichte
Urkundlich um 1390 als Pfarre genannt hatte die Kirche bis 1875 das ursprüngliche Patrozinium hl. Laurentius. Die ursprünglich romanische und spätgotisch veränderte Ostturmkirche wurde nach einem Brand (1871) von 1873 bis 1875 als neobarocke Saalkirche mit einem Westturm neu aufgebaut und 1876 auf Mariä Himmelfahrt geweiht. 1909 und 1973 waren Renovierungen.

## Architektur
Die westlich des Hauptplatzes an einer Geländestufe über dem Braunaubach gelegene und bis 1811 von einem Friedhof umgebene Pfarrkirche ist von der Verbauung des Kirchenplatzes halbrund umschlossen. 
Der Fassadenturm im Westen hat rundbogige Schallfenster und ein Zeltdach. An das fünfjochige Langhaus mit Lisenengliederung und Rundbogenfenstern schließt ein eingezogener einjochiger Chor mit Dreiseitschluss zwischen symmetrischen Sakristei- und Oratoriumsanbauten an.

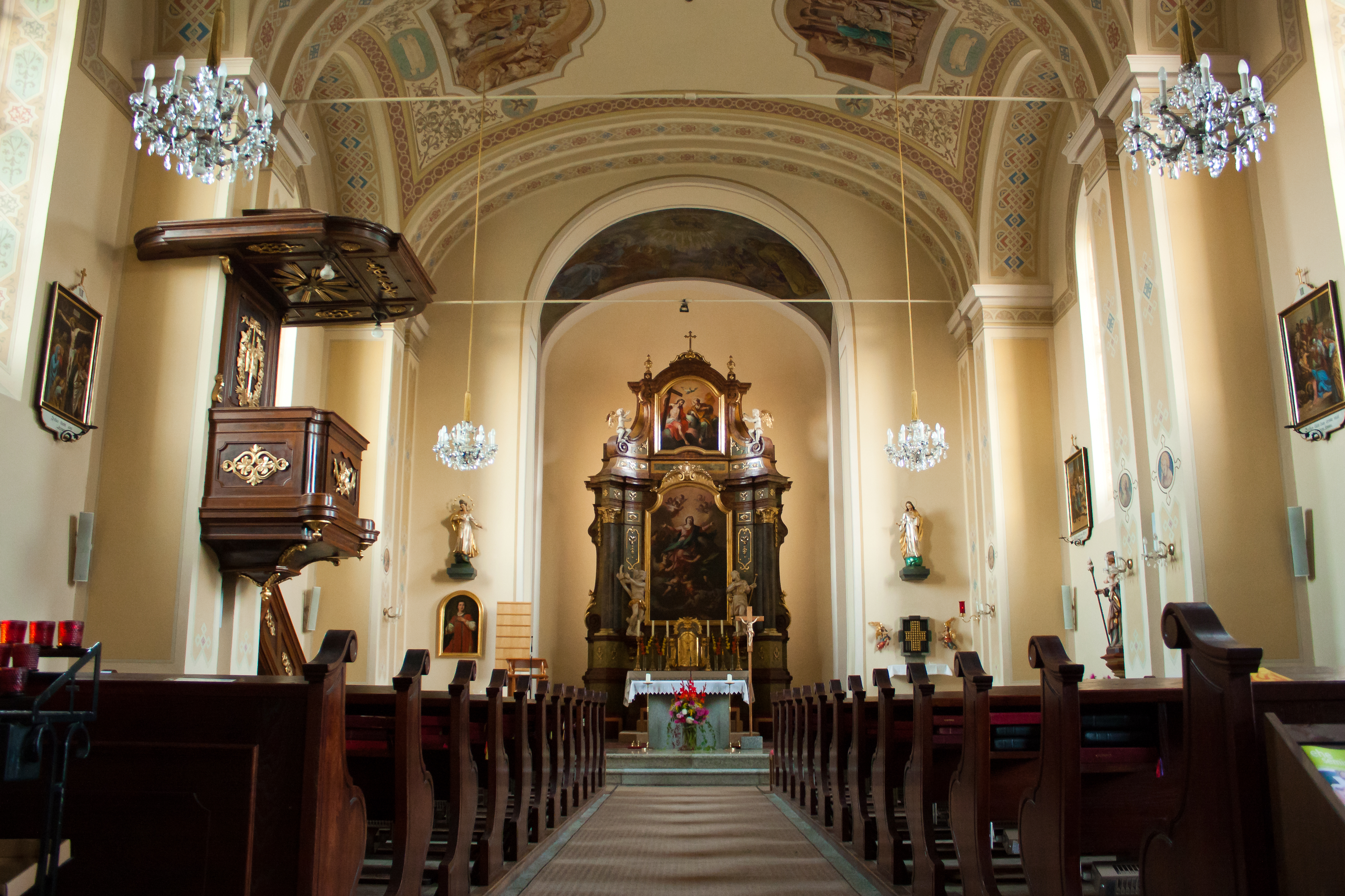
Vom Langhaus zum Chor

Das Langhaus unter einem Platzlgewölbe über Doppelgurten auf Wandpfeilern hat eine dreiachsige Orgelempore über Arkaden. Die Deckenmalereien im Langhaus mit einem mariologischen Zyklus schuf der Maler Franz Mayerhofer (1903/1905). Die Wandmalerei im Chor mit Evangelisten und Lamm Gottes schuf die Malerin Maria Sturm (1951).

## Ausstattung
Der Hochaltar um 1720/1730 mit marmoriertem einachsigen Säulenaufbau zeigt das Altarblatt am Hochaltar vom Maler Carlo Carlone und das Aufsatzbild Dreifaltigkeit und trägt die Figuren Sebastian und Rochus. Die neobarocke Kanzel ist aus dem 4. Viertel des 19. Jahrhunderts. Es gibt eine Schnitzfigur Christus an der Geiselsäule aus dem 18. Jahrhundert.
Die Orgel baute Matthäus Mauracher (1894).